# Sd.Kfz. 250
L'Sd.Kfz. 250, abbreviazione della designazione d'inventario dell'Esercito tedesco Sonderkraftfahrzeug 250 ("veicolo speciale 250"), è stato un veicolo trasporto truppe/da combattimento semicingolato, in dotazione alle formazioni meccanizzate tedesche durante la seconda guerra mondiale. Il nome ufficiale, meno noto della sigla, era leichter gepanzerter Mannschafts-Transportwagen fino al 1942, rimpiazzato poi dal termine leichte Schützenpanzerwagen.
L'Sd.Kfz. 250 fu progettato nel 1939-1940 a partire dal trattore d'artiglieria Sd.Kfz. 10, allo scopo di garantire la stretta cooperazione tra fanteria e carri armati nella guerra meccanizzata; ne nacque un mezzo adatto a trasportare una sezione di fanteria (4 uomini) e armato all'inizio con una o due mitragliatrici MG 34 da 7,92 mm. Fu distribuito in due versioni principali dette alt ("vecchia") e neu ("nuova") a seconda della conformazione della sovrastruttura, che fu semplificata nella seconda versione per velocizzare la produzione: essa superò abbondamente i 6000 esemplari, pur senza riuscire a fornire tutte le unità richieste per completare gli organici dei battaglioni da ricognizione delle divisioni corazzate in servizio. Ben presto il semicingolato fu anche fornito in numero crescente di varianti, oltre a essere oggetto di modifiche campali non ufficiali: operò così anche come veicolo da comando, per l'osservazione del tiro, centro radio, da appoggio ravvicinato e piattaforma per armi contraeree.

## Storia

### Sviluppo

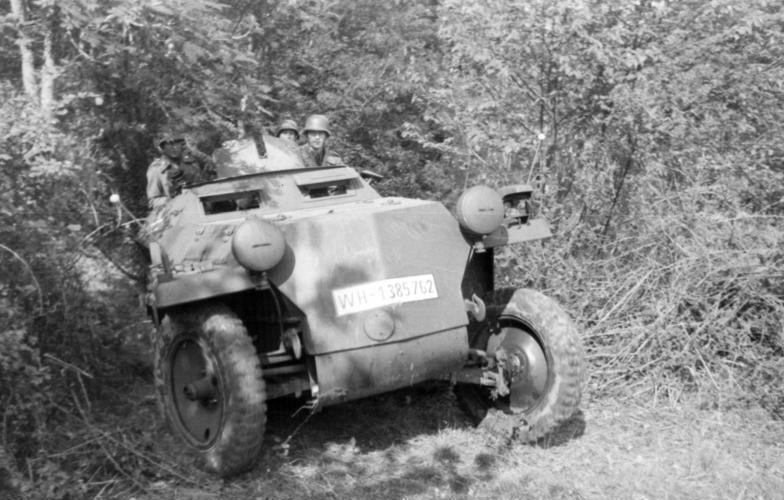
Sd.Kfz. 250/1 durante un'esercitazione in Francia meridionale: si può apprezzare la configurazione delle sospensioni anteriori

Già nel corso della prima guerra mondiale apparve chiaro che i carri armati avevano limitazioni di impiego tali da rendere necessaria la loro cooperazione con le altre armi, prima tra tutte la fanteria: ciò implicava una dotazione di mezzi per la fanteria che la mettesse in grado di spostarsi con la stessa velocità dei corazzati. Mentre in Francia e Regno Unito le forze armate privilegiarono la formazione di divisioni di fanteria motorizzata, trasportata cioè da veicoli non protetti nelle vicinanze dei combattimenti, in Germania i teorici si resero conto che, per cooperare al meglio con i carri armati, la fanteria avrebbe dovuto essere meccanizzata, ovverosia caricata su mezzi blindati capaci di operare nel campo di battaglia con buone probabilità di sopravvivenza.
Perciò, fin dall'inizio del riarmo nel 1933, l'Esercito tedesco studiò mezzi in grado di operare in congiunzione con i carri armati: in base a diverse considerazioni fu deciso di utilizzare veicoli semicingolati, connubio delle capacità fuoristrada date dai cingoli e della facilità di guida dei normali veicoli ruotati. I primi veicoli semicingolati furono sviluppati come trattori di artiglieria, quindi privi di protezione; fra questi il Sd.Kfz. 10 da 1 tonnellata, entrato in servizio nel 1939. Gli alti comandi dell'esercito constatarono presto che il semicingolato Sd.Kfz. 251 offriva vantaggi nel trasporto delle fanterie sul campo di battaglia con mezzi semicingolati e, pertanto, richiesero di sviluppare da questo trattore un veicolo semicingolato leggero, denominato "Sd.Kfz. 250".
Il telaio "D7" del Sd.KFz. 10, tuttavia, era inadatto al nuovo ruolo tattico: il telaio fu accorciato e fu eliminato l'ultimo assale del treno di rotolamento. Ciò permise di caricare sul nuovo telaio ridotto "D7p" una struttura blindata più leggera.

### Produzione
A causa dei limiti della capacità produttiva bellica tedesca, comunque, non fu mai raggiunto l'obiettivo di meccanizzare completamente tutte le unità di destinazione. In totale furono costruiti 6628 esemplari, dei quali 4250 del modello alt ("vecchio"), caratterizzato da uno scafo a linee angolate, balisticamente vantaggioso ma di costosa e lenta produzione, e 2378 del modello neu ("nuovo"), che adottò uno scafo di forma più semplice e squadrata. Altre fonti parlano della fabbricazione di 5930/6688 esemplari, ma solamente una afferma che la produzione ammontò a «più di 7200 veicoli», forse ricomprendendo nel totale i derivati Sd.Kfz. 252 e Sd.Kfz. 253, forniti in qualche centinaio d'unità.

### Impiego operativo

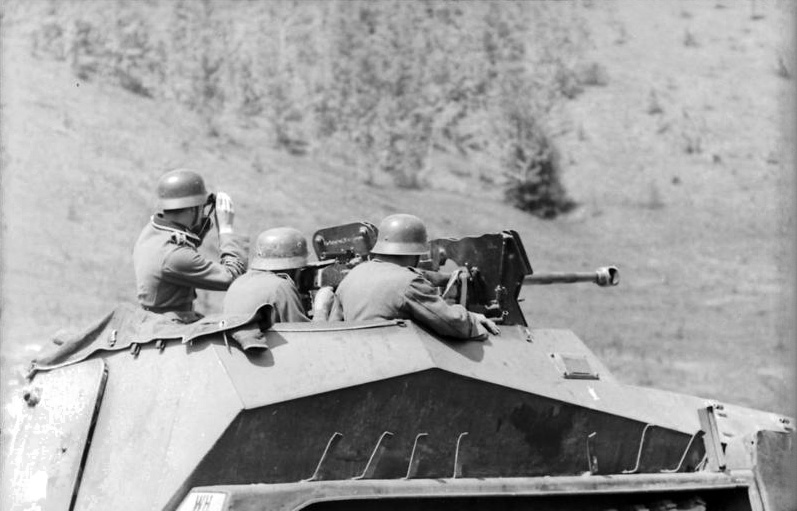
Un esemplare della Panzergrenadier-Division Großdeutschland in azione sul fronte orientale, nel 1943: l'arma è un cannone ad anima conica 2,8 cm sPzB 41

Non è chiaro quando gli Sd.Kfz. 250 cominciarono a entrare in servizio: una fonte parla del 1940, una seconda del giugno 1941. Essi erano distribuiti ai Panzer-Aufklärung-Abteilung ("battaglione corazzato da ricognizione") in forza alle Panzer-Division e delle Waffen-SS: le tabelle indicavano un organico di 55 Sd.Kfz. 250. Il battaglione era suddiviso in due squadroni, il primo dei quali conteneva tutti i semicingolati; il secondo era quasi sempre motorizzato, equipaggiato cioè autovetture Volkswagen Kübelwagen, Volkswagen Schwimmwagen, motociclette. I trasporti truppe erano suddivisi in tre plotoni, ciascuno da 7 veicoli armati con 1 o 2 MG 34, oppure da sei Sd.Kfz. 250 e un settimo in versione "comando plotone" (con armamento pesante), affiancati da due 250/3 centro radio. Infine era presente un quarto plotone "armi pesanti", per aumentare la potenza di fuoco del reparto e per la creazione di cortine fumogene, costituito da sette veicoli: due 250/7, 2 250/7 in versione portamunizioni, due 250/8 armati con un obice e un 250/6 portamunizioni; a questi si aggiungevano venticinque veicoli inquadrati in uno dei due Panzerspähwagen Schwadronen ("squadroni autoblindo") che facevano sempre parte del battaglione da ricognizione – il secondo di questi squadroni essendo formato da autoblindo Sd.Kfz. 222, Sd.Kfz. 231 6 rad/8 rad, oppure da metà 1944 dal modello Sd.Kfz. 234 e dal carro armato leggero Panzer II Ausf. L. I venticinque mezzi del primo squadrone erano così ripartiti: sedici 250/9 da ricognizione avanzata e nove 250/1 ordinari, rimpiazzati dalla fine del 1943 dalle varianti 250/8 e 250/6. Un quinto squadrone allineava, invece, i semicingolati Sd.Kfz. 251 che trainavano anche pezzi anticarro o d'accompagnamento di vario tipo. Il Panzer-Aufklärung-Abteilung di ciascuna Panzergrenadier-Division veniva teoricamente equipaggiato con diciotto Sd.Kfz. 250 di diverso tipo, probabilmente in due plotoni di sette veicoli ciascuno, più comando e appoggi.
Il Sd.Kfz. 250 in tutte le sue versioni operò a partire dall'operazione Barbarossa e combatté sui fronti orientale, occidentale, nordafricano e italiano.

## Tecnica
Il Sd.Kfz. 250 era spinto da un Maybach HL 42 da 4170 cm³, erogante una potenza di 100 hp a 2800 giri al minuto, cui era accoppiato un cambio Maybach Variorex VG 12018 (7 marce avanti e 3 indietro). La trazione era data soltanto dai cingoli, dato che l'assale anteriore ruotato era privo di trasmissione: era un limite, poiché il veicolo poteva concretamente rischiare di avanzare diritto pur avendo le ruote sterzate. Si pose rimedio accoppiando allo sterzo un sistema di frenata per ciascun cingolo. Le sospensioni per le ruote erano a balestra singola trasversale, mentre le ruote d'appoggio erano vincolate a barre di torsione (una per ogni coppia); come su tutti i semicingolati tedeschi, le ruote posteriori erano di grande diametro, senza rulli superiori e disposte a schema alternato (in tedesco Schachtellaufwerk). La ruota motrice era anteriore, quella di rinvio posteriore.
La struttura blindata a protezione dell'equipaggio e dei passeggeri fu progettata dalla Büssing NAG, forte dell'esperienza maturata con il Sd.Kfz. 251. Era realizzata in due sezioni, anteriore fino alla cabina di guida compresa e posteriore, ossia il vano di carico per la truppa trasportata; le due parti erano saldate e imbullonate assieme. Le lamiere erano inclinate per aumentare la protezione balistica: due piastre frontali da 14,5 mm per scafo (12°) e sovrastruttura (30°); quattro piastre laterali da 8 mm (30°) per la protezione del comparto motore, completata da una piastra superiore da 6 mm e una inferiore da 8 mm, rispettivamente sub-orizzontale ed orizzontale. La cabina di guida presentava una piastra anteriore da 10 mm (30°) e una piccola piastra orizzontale da 10 mm sul cielo; il vano di carico era costituito sui fianchi da sei piastre da 8 mm, disposte a 40° per la fascia superiore e 28° per quella inferiore. Infine, sul retro, era presente una grande piastra superiore da 8 mm inclinata in avanti a 23°, in cui era ricavato il portellone di accesso, e una piccola lastra inferiore da 8 mm a 45° all'indietro, fissata alla piastra orizzontale inferiore da 8 mm. Una fonte afferma che la corazzatura superiore del vano motore fosse di 10 mm, valore che scendeva a 6 mm per la porzione inferiore. La parte posteriore del semicingolato era dunque a cielo aperto: da una parte i soldati trasportati erano più esposti a ferite da schegge di granata, dall'altra potevano adoperare, al sicuro dietro la blindatura, le proprie armi. Nel 1943 la struttura blindata fu estesamente riprogettata per ridurre il numero di piastre richieste per la costruzione (da diciannove a nove): il vano di carico ebbe il bordo superiore dritto e la parte inferiore meno inclinata verso l'interno, con l'ulteriore beneficio di incrementare i modesti spazi. La nuova impostazione fu definita neue Art/neu ("nuovo modello"/"nuovo") il che rese necessario apporre retroattivamente, ai veicoli precedenti, la designazione di alte Art/alt ("vecchio modello"/"vecchio"); talvolta, i due tipi furono anche indicati, rispettivamente, come Ausf. B e Ausf. A. Tale nuova impostazione fu comune a tutte le varianti del Sd.Kfz. 250.
Il veicolo fu provvisto di ganci di traino e, nel modello Neu, comparvero vani portaoggetti sui parafanghi posteriori, una misura che sino ad allora era stata il risultato di modifiche campali effettuate dall'equipaggio. L'armamento originale era composto da due mitragliatrici a uso generale MG 34 da 7,92 mm, rimpiazzate nel corso del conflitto da due pari calibro MG 42. L'arma anteriore, collocata sul tetto della postazione di guida, era scudata, mentre quella posteriore era montata su un piedistallo a candeliere con testa sferica, così da poter essere usata anche in funzione contraerea.
La versione base 250/1 trasportava una singola sezione, ossia mezza squadra, di quattro Aufklärer ("ricognitori"), oltre a due uomini di equipaggio, l'autista/meccanico e il marconista/mitragliere, che rivestiva inoltre il ruolo di comandante del veicolo. La dotazione radio comune a tutte le varianti era un apparecchio Funksprech Gerät f (FuG), sistemato nella parte destra del cruscotto (lato del comandante), con antenna a stelo di 1,40 o 2 metri, montata sulla parte anteriore destra del vano di carico: serviva per le comunicazioni fra veicoli dello stesso reparto, con portata massima di 1 chilometro.

## Versioni

### Versioni modificate

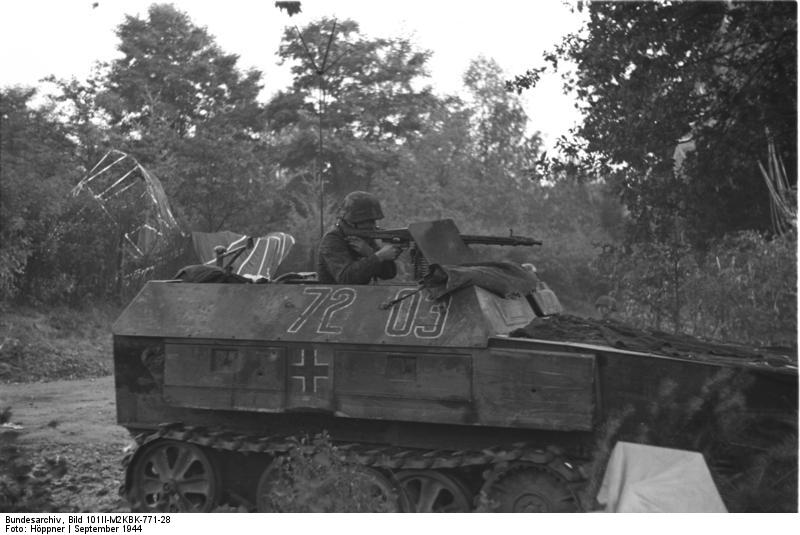
Un Sd.Kfz. 250/3 neu della 10. SS-Panzer-Division "Frundsberg" ad Arnhem, durante i combattimenti cagionati dall'operazione Market Garden: si può notare l'antenna "a stella"

Il Sd.Kfz. 250 fu continuamente modificato in molte versioni per compiti specializzati, identificate nella nomenclatura tedesca da un numero che seguiva una barra dopo il comune identificativo "250"; segue l'elenco.
- Sd.Kfz. 250/1 (Leichter Mannschaftstransportwagen, "veicolo trasporto truppe leggero") – due uomini di equipaggio e capacità di trasporto di altri quattro militari (mezza squadra di fanteria), armato con due mitragliatrici a uso generalizzato; esisteva anche una sottovariante per il trasporto di due mitragliatrici pesanti con i relativi treppiedi.[17]
- Sd.Kfz. 250/2 (Leichter Fernsprechewagen, "veicolo per comunicazioni telefoniche") – usato per stendere cavi, poteva portarne tre bobine, due sui parafanghi anteriori e uno nell'abitacolo, con la possibilità di srotolarle contemporaneamente.
- Sd.Kfz. 250/3 (Leichter Funkpanzerwagen, "veicolo corazzato leggero per collegamenti radio") – si trattava più precisamente di una famiglia di mezzi blindati, configurati in base alla necessità come veicolo comando per unità terrestri o per l'aerocooperazione; esistevano infatti le seguenti sottovarianti:
  - Sd.Kfz. 250/3-I – Fu.Spr. f, radio FuG 12 con antenna a stelo e antenna "a stella", entrambe da 2 metri;
  - Sd.Kfz. 250/3-II – Fu.Spr. f, radio FuG 7, FuG 8, antenna telescopica da 8 metri e antenna a telaio;
  - Sd.Kfz. 250/3-III – Fu.Spr. f, radio FuG 7, antenna a telaio;
  - Sd.Kfz. 250/3-IV – Fu.Spr. f, uno o due apparecchi radio FuG 5, FuG 8, FuG 12, FuG 15 o FuG 16, con antenna a telaio o a stelo;
  - Sd.Kfz. 250/3-V – Fu.Spr. f, radio FuG 12, antenna "a stella" da 2 metri.
  - I veicoli dotati delle radio FuG 7 (utili per i collegamenti terra-aria) e FuG 8 (demandate ai collegamenti terra-terra) furono all'inizio dotati di una grande antenna a telaio al di sopra del vano di carico, oppure di un'antenna periscopica da 8 metri. In seguito furono sostituite con una meno cospicua antenna a stelo con terminale a raggiera (da cui la definizione "a stella"), montata nella parte posteriore sinistra del vano di carico.[18]

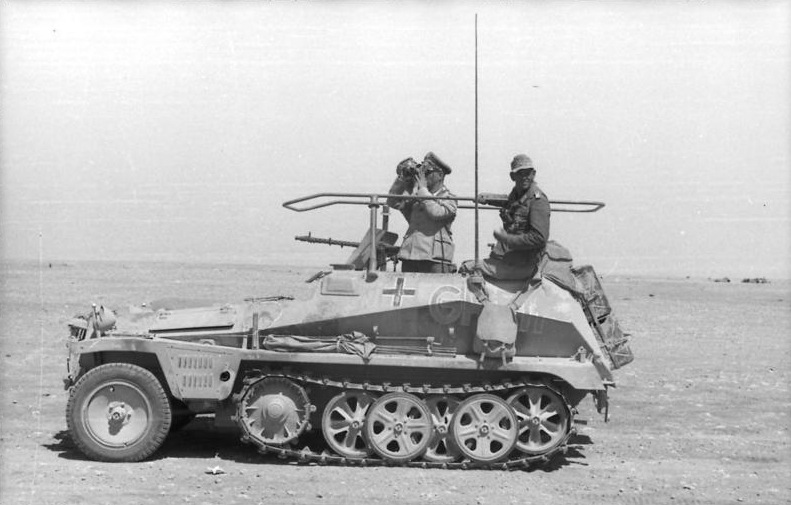
Il feldmaresciallo Rommel a bordo del proprio Sd.Kfz. 250, battezzato Greif, nel 1942

- Sd.Kfz. 250/4 (Leichter Beobachtungpanzerwagen, "veicolo corazzato leggero da osservazione") – costruito a partire dal 1943 in sostituzione del più costoso Sd.Kfz. 253, era assegnato alle unità di cannoni d'assalto Sturmgeschütz III per dirigerne il tiro: era equipaggiato con un telemetro ottico "a V" per il rilevamento delle distanze.
- Sd.Kfz. 250/5 (Leichter Beobachtungpanzerwagen, "veicolo corazzato leggero da osservazione") – simile esternamente ad alcune sottovarianti del Sd.Kfz. 250/3 per la presenza dell'antenna "a stella" della FuG 12, era dotato anche di telemetro ottico "a V". Uno di questi mezzi, targato WH 37036 e battezzato Greif ("Grifone"), fu utilizzato dal feldmaresciallo Erwin Rommel sul fronte nordafricano[19] Sussiste peraltro qualche incertezza sul modello, che è stato altresì riconosciuto come un 250/3.[20]
- Sd.Kfz. 250/6 (Leichter Munitionspanzerwagen Ausf. A für Sturmgsechütz 7,5 cm Kanone (Kurz) Ausf. A bis E) – alla lettera, un veicolo corazzato leggero portamunizioni per gli StuG III, dall'Ausf. A all'Ausf. E, le versioni cioè armate con il pezzo 7,5 cm KwK 37 L/24. Esisteva anche l'Ausf. B, adattato per il trasporto delle munizioni del 7,5 cm KwK 40 che armava gli StuG III Ausf. F e G.
- Sd.Kfz. 250/7 [Leichter Schützenpanzerwagen (Schwewrer Ganatwerfer), "veicolo da combattimento fanteria (mortaio pesante)"] – semicingolato armato con il mortaio 8 cm Granatwerfer 34. Con lo stesso numero era indicato il relativo portamunizioni, capace di contenere fino a sessantasei bombe da 80 mm.

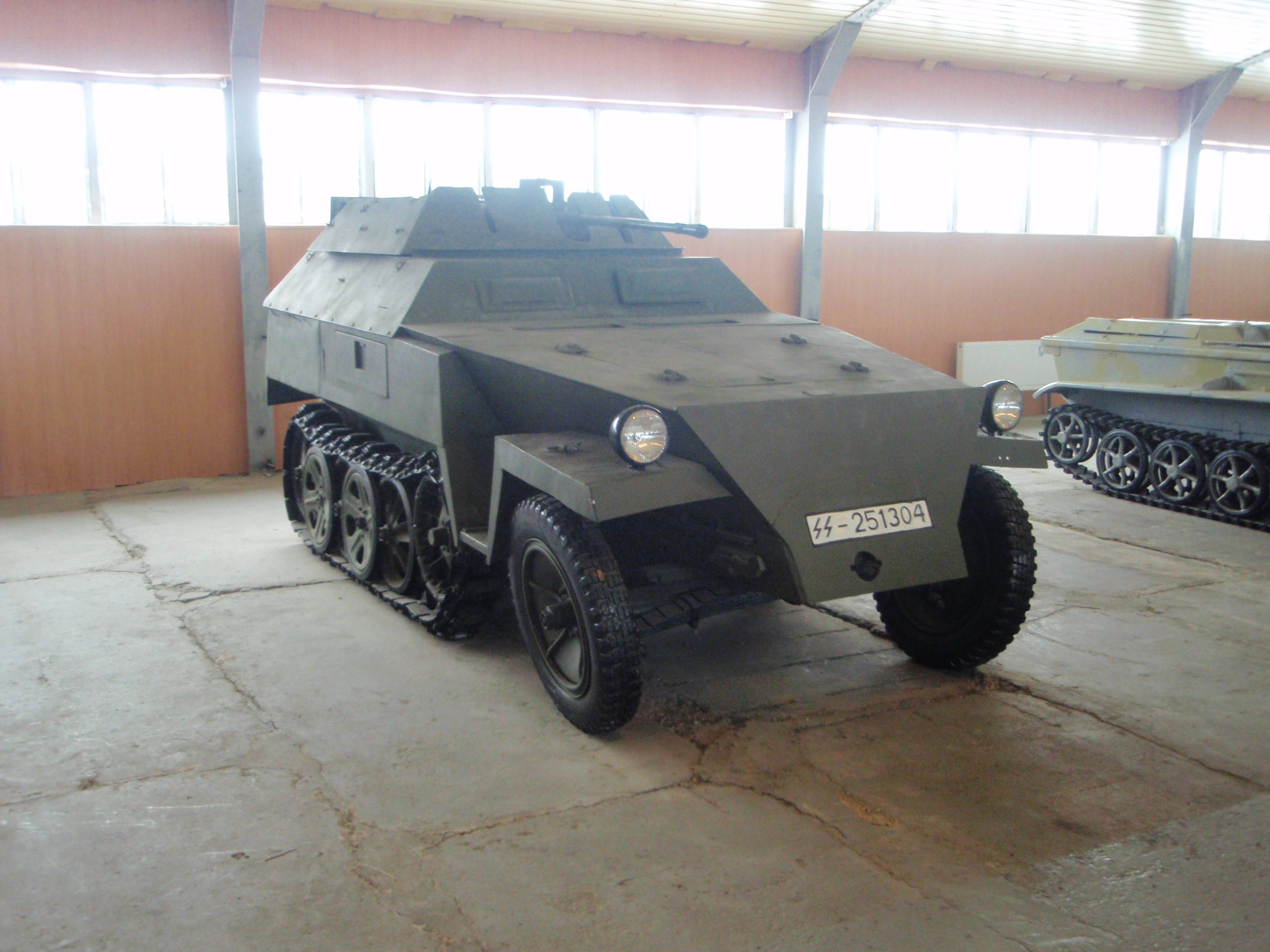
Un Sd.Kfz. 250/9 conservato al Museo dei mezzi corazzati di Kubinka; il mezzo adopera il telaio neu a pareti verticali

- Sd.Kfz. 250/8 (Leichter Schützenpanzerwagen mit 7,5 cm KwK 37 L/24, "veicolo da combattimento fanteria con KwK 37 L/24 da 75 mm") – armata con il pezzo KwK 37 (quello montato sui primi modelli del Panzer IV), tale versione fu costruita a partire dal 1943, quando si resero disponibili grosse quantità di questo cannone, dato che non doveva più essere montato sui carri a cui era stato destinato in origine; fu pertanto sviluppato un affusto universale, impiegabile su qualsiasi veicolo. In alcune foto è visibile una MG 42 coassiale, adoperata per calibrare il tiro del pezzo.
- Sd.Kfz. 250/9 [Leichter Schützenpanzerwagen (2 cm), "veicolo da combattimento fanteria (2 cm)"] – veicolo da ricognizione equipaggiato con la torretta dell'autoblindo Sd.Kfz. 222, ospitante un cannone automatico KwK 38 da 20 mm; il Sd.Kfz 250, in quanto semicingolato, offriva il vantaggio di migliore capacità di movimento fuori strada.
- Sd.Kfz. 250/10 [Leichter Schützenpanzerwagen (3,7 cm PaK), "veicolo da combattimento fanteria (3,7 cm PaK)"] – veicolo comando plotone, armato con un cannone anticarro 3,7 cm PaK 36 protetto da una scudatura di foggia variabile. Entrò in servizio in tempo per partecipare alla campagna di Francia, utilizzato ufficialmente dai comandanti di plotone (analogamente al Sd.Kfz. 251/10); tuttavia ebbe vita operativa abbastanza breve, sostituito dalle versioni 250/8 e 250/11.
- Sd.Kfz. 250/11 [Leichter Schützenpanzerwagen (Schwere Panzerbüchse 41), "veicolo da combattimento fanteria (Schwere Panzerbüchse 41)"] – veicolo comando plotone, armato con un cannone ad anima conica Schwere Panzerbüchse 41 da 28/20 mm che rimpiazzava il PaK 36, divenuto sempre meno efficace con il proseguire della guerra e l'evoluzione dei mezzi corazzati. L'arma sfruttava il principio della munizione autodecalibrante per sparare proietti perforanti ad alte velocità, a patto però di disporre di proiettili con nucleo in tungsteno (minerale di cui la Germania scarseggiò sempre).
- Sd.Kfz. 250/12 (Leichter Messtrupppanzerwagen, "veicolo corazzato leggero telemetrico" ) – mezzo di trasporto degli osservatori del tiro dell'artiglieria e del relativo equipaggiamento, compreso lo stesso telemetro "a V" della variante /5.
- Si hanno infine notizie di versioni campali non ufficiali, per esempio un veicolo armato con il cannone automatico contraereo FlaK 38 da 20 mm o con un cannone anticarro 5 cm PaK 38.

### Varianti
Sul telaio Demag "D7p" furono costruiti due veicoli simili al Sd.Kfz. 250, con una sovrastruttura diversa a cielo chiuso e che entrarono in servizio nel 1940, dunque prima della versione da trasporto truppe.
Il Sd.Kfz. 252 era un veicolo per il trasporto di munizioni, costruito insieme alla prima serie di Sd.Kfz. 250, avente il compito tattico di rifornire le formazioni di Sturmgeschütz III. Era totalmente chiuso con piastre frontali spesse 18 mm, laterali e posteriori da 8 mm le quali ultime erano inclinate in avanti di 55° (il che rendeva il mezzo molto riconoscibile dai suoi simili): qui era stato ricavato un portellone a due ante, attraberso il quale erano caricate e scaricate le munizione. Siccome l'impiego sul campo rese fu evidente che lo stesso compito poteva essere svolto da un Sd.Kfz. 250 con leggere modifiche, nel 1941 gli subentrò il Sd.Kfz. 250/6.
Il Sd.Kfz. 253 era invece un mezzo per l'osservazione del tiro di artiglieria, costruito con la prima serie di Sd.Kfz. 250. Destinato alle formazioni di Sturmgeschütz III, presentava il compartimento chiuso con due botole per l'accesso e l'osservazione, aveva piastre frontali di 18 mm e latero-posteriori da 8 mm ed era fornito di radio FuG 15 ad onde ultracorte, compatibile con gli apparecchi installati sugli StuG III. Anche questo veicolo uscì di produzione nel 1941, sostituito dal Sd.Kfz. 250/4.